# Castello di Hohenstein
Il castello di Hohenstein (in tedesco Schloss Hohenstein) si trova nell'omonima frazione del comune austriaco di Liebenfels nel Distretto di Sankt Veit an der Glan appartenente al Land della Carinzia. La sua storia inizia nel XVI secolo anche se sul sito vi sono stati insediamenti in epoca precedente.

## Storia

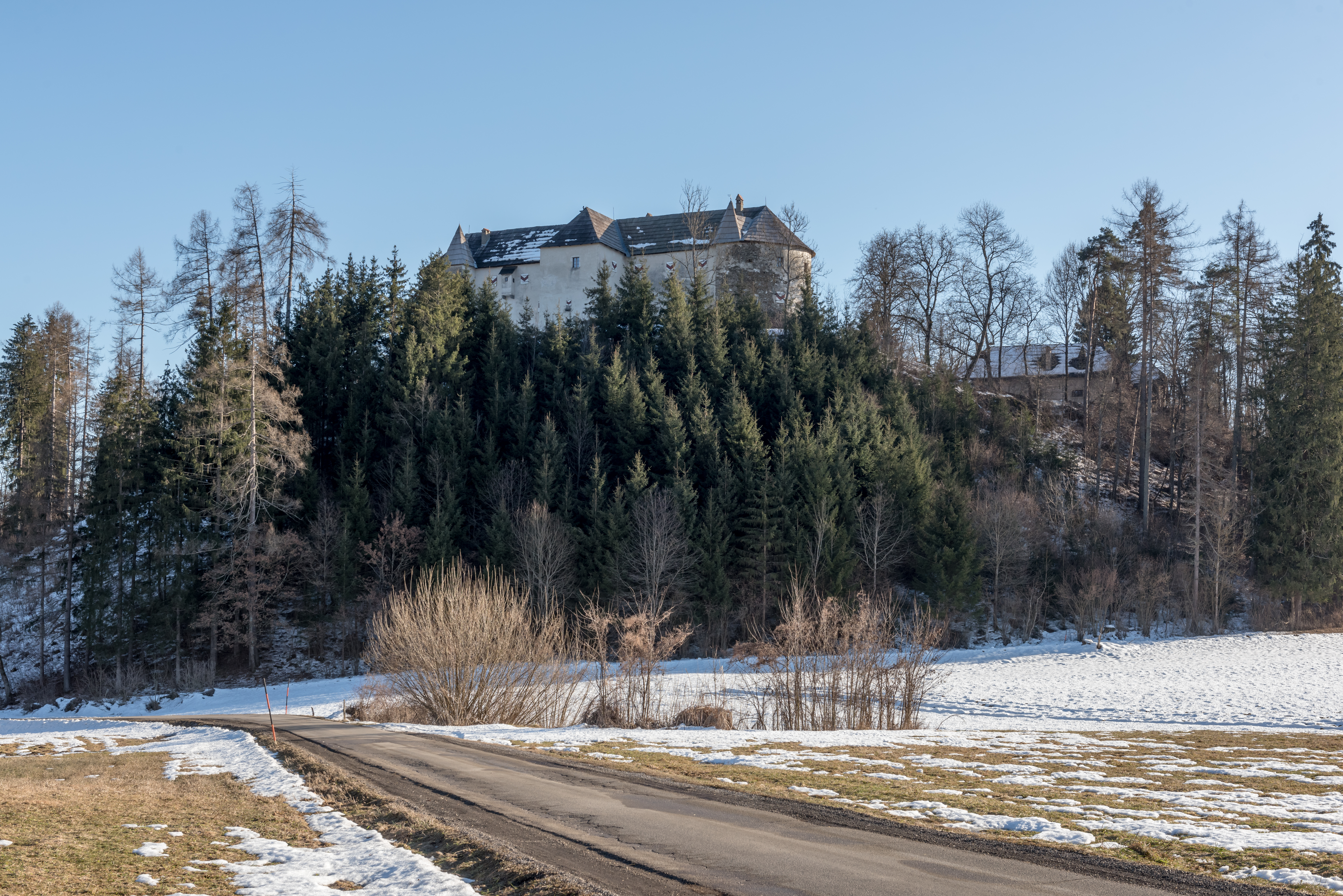
Il castello di Hohenstein sulla sua collina

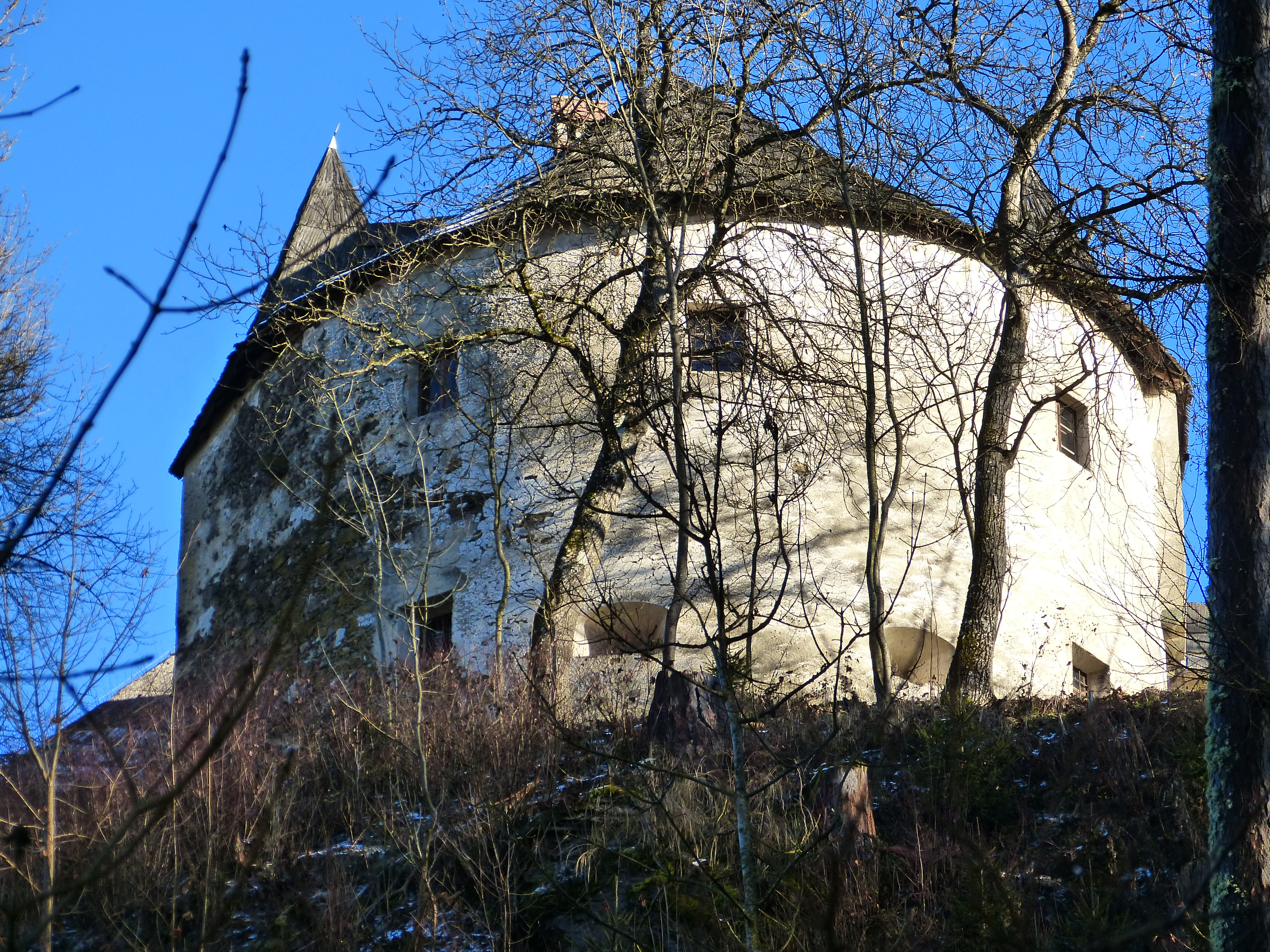
Vista da ovest

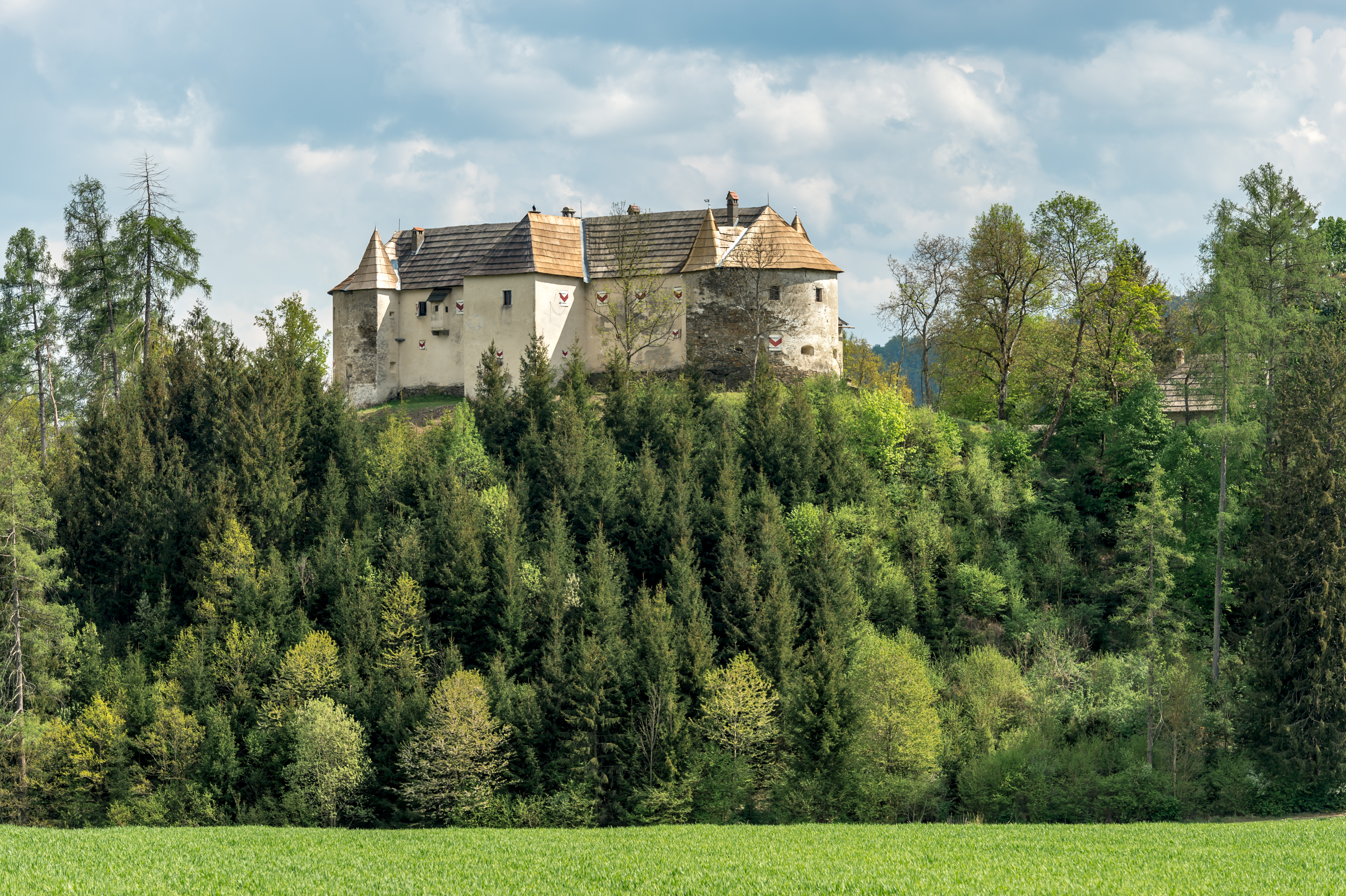
Il castello di Hohenstein in un'immagine che mostra la sua struttura con pianta a croce, con l'ala principale che interseca l'ala secondaria

Il sito dove sorge il castello, un terrazzamento naturale, era già popolato in tempi antichi da popolazione di Celti e Romani e i ritrovamenti archeologici lo stanno a testimoniare. Un castello originario menzionato nel 1162 e nel 1238 non ha quasi lasciato tracce e lo stesso vale per un edificio fortificato denominato Hawenstein citato nel 1356. La struttura che ci è pervenuta inizia la sua storia nel 1538 quando Ferdinando I d'Asburgo permise a Hermann Kulmer von Rosenpichl di costruire una residenza nobiliare non lontana dal suo castello e di chiamarla Hohenstein. Nel 1589 l'allora signore Balthasar Kulmer fece eseguire un ampliamento, come testimonia un'iscrizione murata sopra la porta del ponte levatoio, e utilizzò il castello come sua residenza mentre il fratello Bernhard continuò a vivere a Rosenpichl. Il maniero di Hohenstein rimase di proprietà della famiglia Kulmer per più di 100 anni sino a quando, nella seconda metà del XVI secolo e durante il periodo della Controriforma i Kulmer, che come la maggior parte dei nobili della Carinzia, erano protestanti, furono costretti a vendere la struttura a Karl Tallmann di Sankt Veit. Questi tre anni dopo la vendette a sua volta al barone Franz von Aschau. In seguito passò ai fratelli Franz Anton e Johann Siegmund Grotta von Grottenegg che la vendettero nel 1689 al prevosto Johann von Kraig. Dopo la morte di quest'ultimo fu il conte Johann Peter Goess ad acquistare il palazzo. Nel XIX secolo finì per essere piuttosto trascurato e utilizzato anche come magazzino. Nel 1937 il castello di Hohenstein fu acquistato dalla madre del barone Eduard von Maltzahn. I Maltzahn sono un'antica famiglia nobile della Germania settentrionale, ma Eduard, che prese in consegna il castello nel 1947, era un ufficiale americano, e fece restaurare in modo radicale l'edificio già fatiscente e lo arricchì di mobili antichi ed arredi raccolti in tutta la Carinzia riproducendo, anche se non in modo originale ed autentico, l'antico aspetto degli interni. Il castello appartiene alla famiglia Maltzahn.
Alla fine degli anni 30 nel castello vi fece una breve visita John Fitzgerald Kennedy, futuro Presidente degli Stati Uniti d'America, che si trovava in quel periodo in Carinzia.

## Descrizione

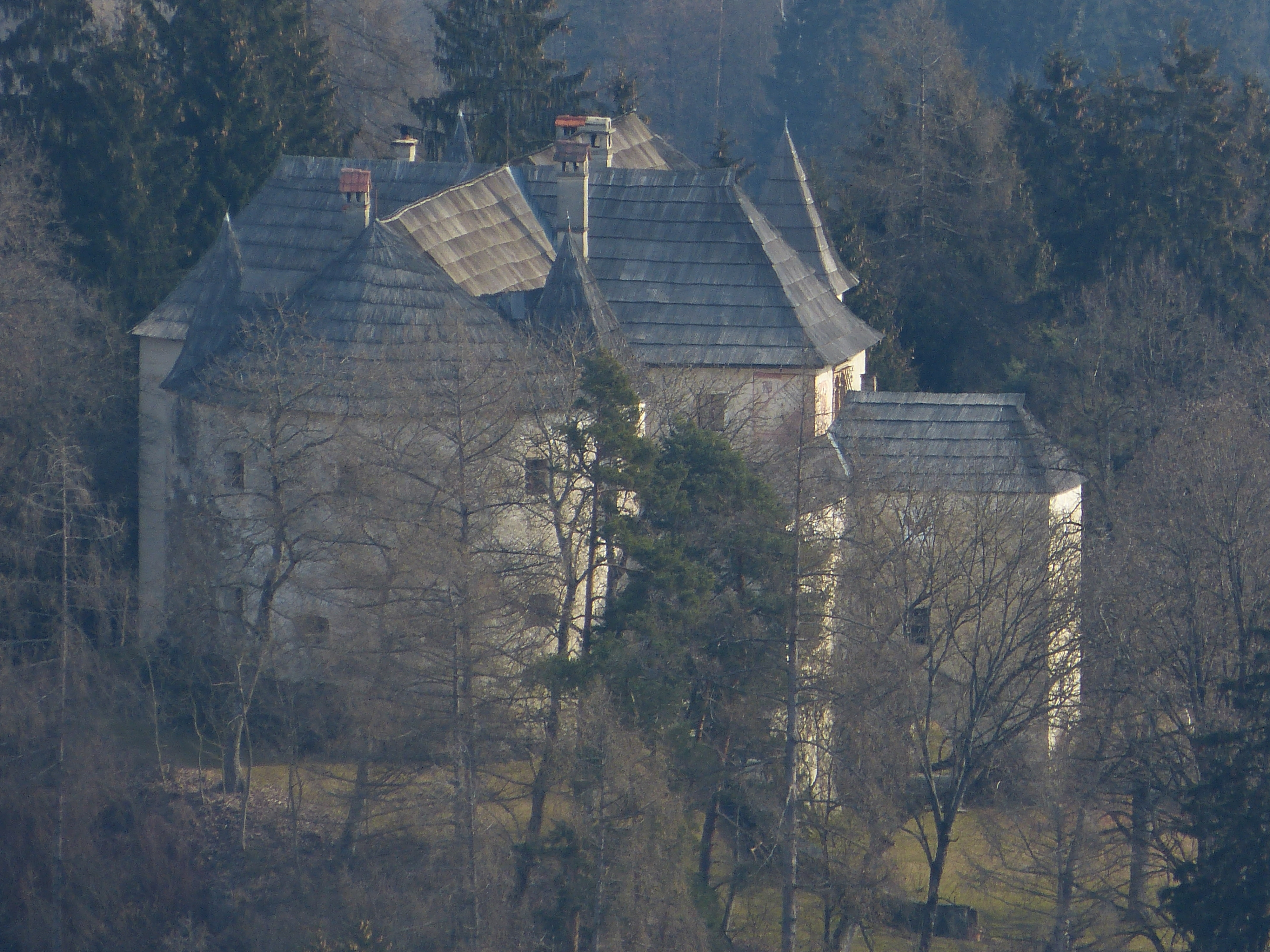
Complesso della struttura con i tetti coperti da scandole

Il castello si trova su una bassa collina nella frazione di Hohenstein del comune austriaco di Liebenfels, Distretto di Sankt Veit an der Glan nel Land della Carinzia. Sorge vicino alla strada federale che unisce Feldkirchen in Kärnten a Sankt Veit an der Glan, è circondato da un bosco ed è difficilmente visibile dalla strada. L'edificio principale si alza per due piani ed è circondato da un alto muro difensivo. Ha una pianta a forma di croce ed il nucleo principale del complesso è costituito dalla sua ala est ovest che ospita gli ambienti abitativi e di rappresentanza di maggior prestigio ed è delimitata alle due estremità da massicci edifici a torre semicircolari. Le sale interne presentano feritoie e finestre su tre lati. L'edificio principale si interseca al centro con l'ala secondaria nord sud più stretta e corta. Quest'ala trasversale contiene le scale e al primo piano un ampio salone con camino. La facciata col portale di accesso confina con la torre occidentale simile ad un'abside. Dopo il restauro che è stato realizzato il ponte levatoio davanti alla porta è uno dei pochi in Austria ancora funzionante e alcuni pesi in pietra, rulli e catene necessari al suo movimento sono ancora originali. La porta bugnata, contrassegnata dall'incisione con la data 1589, poteva essere difesa in caso di emergenza mediante feritoie corazzate.
L'angolo a sud-ovest del complesso fu trasformato in cortile da un porticato sorretto da quattro colonne in pietra al piano terra e da una torre che fu aggiunta a sud. Al piano superiore del porticato colonne di legno sostengono il tetto a gradoni verso l'interno. Sotto il tetto dell'edificio minore si trova una meridiana originale del 1594 che conserva lo stemma dell'alleanza Kulmer-Staubach. Un'altra grande meridiana del 1626 si trova sull'ala sud. Le stanze del piano terra hanno solitamente volte a vela e in questa parte si trovano la cucina e alcuni ripostigli. Un'iscrizione settecentesca sopra la scalinata recita: "Chiunque ama l'arte e le armi qui è il benvenuto, preferirei di gran lunga che le persone senz'anima restassero fuori!". Nelle stanze del piano superiore sono stati utilizzati alcuni soffitti lignei provenienti da altri castelli della Carinzia e anche le antiche stufe in maiolica si trovavano un tempo in altri edifici della regione. La maggior parte delle finestre e delle porte del castello presentano un profilo tardo gotico. Una bella finestra rinascimentale binata è visibile nell'ala centrale meridionale. Le porte erano decorate con dipinti che col tempo sono andati in parte perduti. La cappella gentilizia si trova nella torre sporgente sud e presenta il soffitto decorato con semplici stucchi del XVII secolo. La stanza sopra la cappella è raggiungibile tramite una scala a chiocciola. Sotto il castello, ma sempre all'interno della cinta muraria, si trova un fabbricato agricolo del XVI secolo decorato con dipinti a graffito. Il castello è di proprietà privata e non è aperto al pubblico.

### Bene architettonico tutelato
Il castello di Hohenstein è stato posto sotto tutela dei monumenti da parte della Repubblica austriaca col numero 34611.